# 人類微生物群系

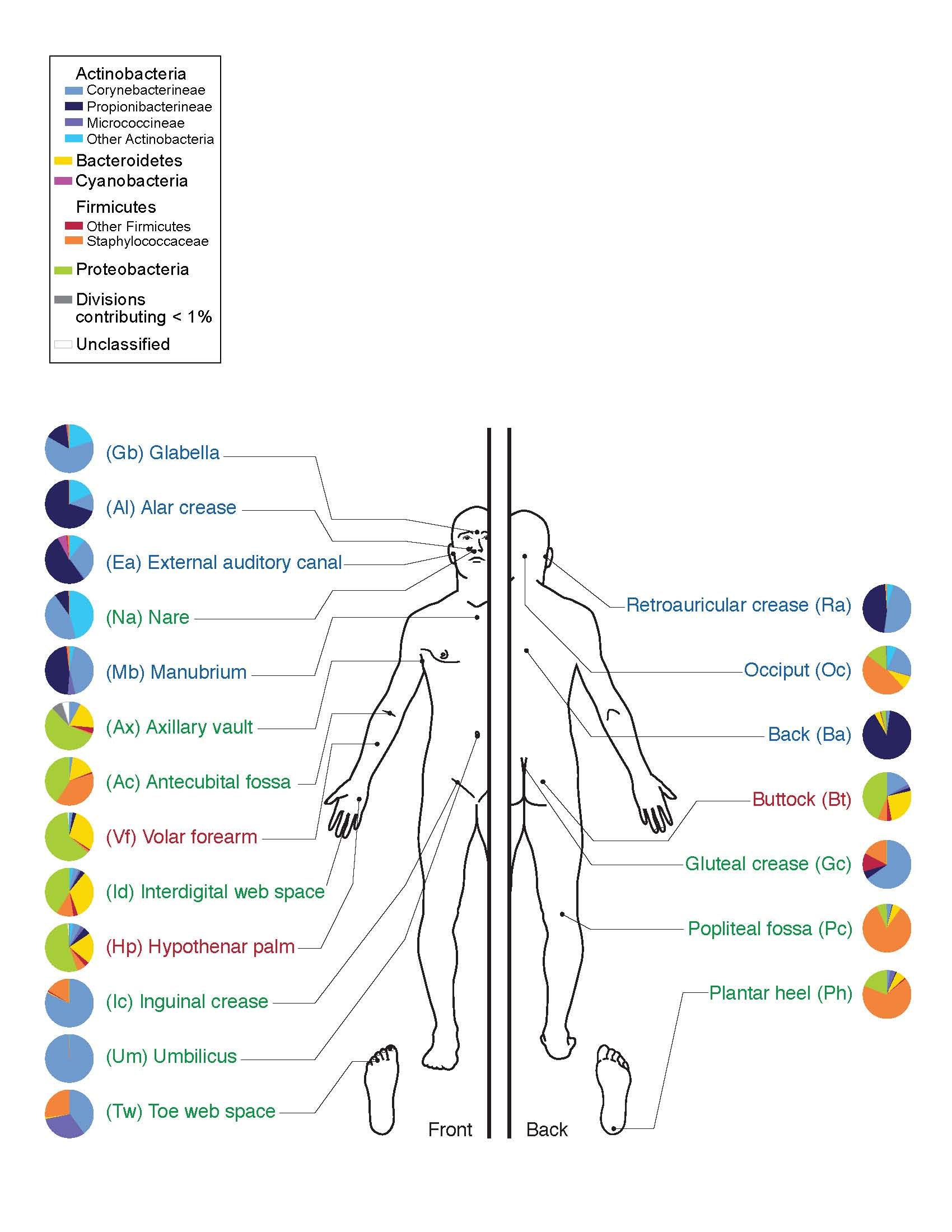
皮肤微生物群系（microbiome）的示意图。

人類微生物群系或正常菌群、正常菌相，是某些微生物与宿主在长期的进化过程中形成共生关系，对生物体无害的一类细菌。它们包括细菌，真菌，古菌，和病毒。虽然微型动物也存在于人体上，但它们通常被排除在这个定义之外。人类微生物群系具体指驻留的微生物的集体基因组。
人类被许多微生物定殖；传统的估计是，人体細菌（不包括真菌，古菌，病毒）的平均数量是人类细胞的数量的十倍，但是最近的估计将该比率降低到3:1，或者甚至降低到大约相同的数量。殖民于人类的一些微生物群是共生性的，意味着它们共存而不伤害人类；其他微生物群与它们的人类宿主具有互惠关系:700。相反，一些非致病微生物群可以通过它们产生的代谢物如三甲胺损害人类宿主。某些微生物群执行已知对人类宿主有用的任务；大多数常居微生物的作用还不太清楚。 那些预期存在，并且在正常情况下不引起疾病的，有时被认为是“正常菌群”或“正常微生物群”。
“人类微生物组计划”（英語：Human Microbiome Project，缩写：HMP）开展了人类微生物群基因组测序项目，特别关注通常栖息在皮肤，口腔，鼻子，消化道和阴道的微生物群落。在2012年发布了初步结果时它达到了一个里程碑结果。

## 研究

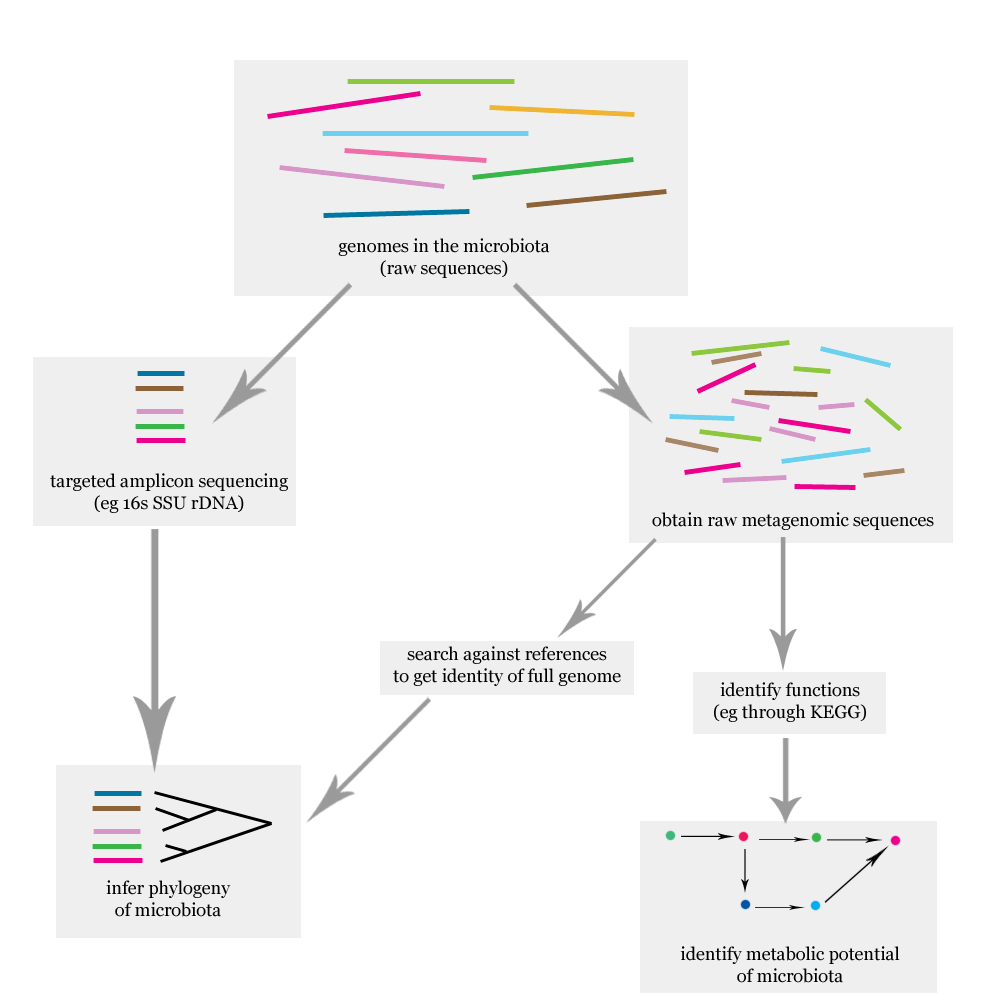
说明如何在DNA水平上研究人类微生物组的流程图。

阐明人类微生物组的问题基本上是鉴定包括细菌，真核生物和病毒的微生物群落的成员。
2012年6月13日，美国国立卫生研究院(NIH)主任法兰西斯·柯林斯(Francis Collins)宣布了人类微生物组计划(HMP)的一个重要里程碑。该公告伴随着在《自然》期刊发表的一系列相应的文章，和在《公共科学图书馆》（PLoS）在同一天的几个期刊。通过使用基因组测序技术绘制健康人的正常微生物组成，人类微生物组计划(HMP)的研究人员创建了参考数据库和人类正常微生物变化的边界。

## 生理作用
- 拮抗作用：正常菌群在生物体的特定部位生长后，对其他的菌群有生物拮抗的作用。产生这种生物屏障的往往是一些厌氧菌。正常菌群通过紧密与黏膜上皮细胞接触来占领位置，由于在这些部位数量很大，在营养竞争中处于优势，并通过自身代谢来改变环境的pH值或释放抗生素，来抑制外来菌的生长。
- 营养作用：正常菌群的存在影响着生物体的物质代谢与转化。如蛋白质、碳水化合物、脂肪及维生素的合成，胆汁的代谢、胆固醇的代谢及激素转化都有正常菌群的参与。
- 免疫作用：正常菌群的抗源刺激可以使宿主产生免疫，从而减少了本身的危害。已有实验表明，某些诱发的自體免疫过程具有抑癌作用。

## 宿生部位
- 皮肤：皮肤表面的微生物群落是人体的第一道屏障，主要有葡萄球菌、类白喉棒状杆菌、绿脓杆菌、丙酸杆菌。它们参与着皮肤细胞代谢，起到了免疫和自净的作用。
- 肠道：肠道的微生物生态系统很复杂，菌群生物量很庞大。在肠的不同部位，由于pH值、营养状况的不同，菌群的种类分布有很大的不同。多数的肠道菌群属共生类型，主要是厌氧菌，如双歧杆菌、尤杆菌、消化球菌等，数量恒定存在，具有合成维生素、蛋白质、生物拮抗等生理作用，起到保持宿主健康的作用。有一部分很少的致病菌在生理平衡状态是不会危害宿主的，但如果数量超出正常水平就会致病。还有一类是介于这两种类型之间的，如大肠杆菌、链球菌等，它们能产生毒素，具有生理作用和致病作用两方面。
- 阴道：阴道的生态系统常驻菌（陰道菌群）有乳杆菌、表皮葡萄球菌、大肠杆菌等。乳杆菌黏附在阴道黏膜上皮细胞上，可产生酸性生存环境，对大肠杆菌、类杆菌、金黄色葡萄球菌有拮抗作用，对于保护自身健康和胎儿在妊娠期的卫生有着重要的意义，是一道重要的生物屏障。

此外在外耳道、眼结膜、鼻咽腔、尿道等部位都会有正常菌群的分布。

## 菌群紊乱
生物体内多数组织器官都是无菌的，正常菌群中的细菌偶尔少量侵入这些部位是能被机体的自體免疫所应付的。但如果正常菌群与宿主间或正常菌群各菌种间的平衡被打破，就会出现菌群失调，致病作用就会显著，严重者引起二重感染。这种状况往往是由于长期大量使用抗生素、免疫抑制剂等外来因素引起的。